# الگوی آوایی زبان انگلیسی
الگوی آواییِ زبان انگلیسی (به انگلیسی: The Sound Pattern of English، به‌اختصار: SPE) نام کتابی در زمینهٔ واج‌شناسی زبان انگلیسی به قلم موریس هله و نوآم چامسکی است که در سال ۱۹۶۸ منتشر شد.
این کتاب شامل بررسی جامع واج‌شناسی زبان انگلیسی است، و هم در زمینهٔ واج‌شناسی و هم در حوزهٔ تحلیل زبان انگلیسی، یک نقطه‌عطف محسوب می‌شود.